# أراندا (آن)
أرانداس (بالفرنسية: Arandas) هي بلدية فرنسية تقع في إقليم الآن في فرنسا. رمز إنسي لها هو:1013. أما الرمز البريدي لها فهو: 1230.